# Discophora engamon
Discophora engamon är en fjärilsart som beskrevs av Hans Fruhstorfer 1911. Discophora engamon ingår i släktet Discophora och familjen praktfjärilar. Inga underarter finns listade i Catalogue of Life.